# Мекларен
Мекларен (енгл. McLaren) је енглески тим Формуле 1, основан 1963, свој гран при деби забележио је 1966. у Монаку. Тим је основао Новозеланђанин Брус Мeкларен, који је уједно био и возач ове екипе од 1966. до 1970. када је трагично настрадао. До 1972. тим се такмичио под именом Брус Мекларен мотор рејсинг, када мења име у Јардли тим Мекларен. Данас је пун назив тима Мекларен Ф1 тим, и други је најуспешнији тим у историји Формуле 1 после Ферарија. Екипа је за 51 годину такмичења освојила 12 возачких и осам конструкторских титула, уз 182 победе и 155 пол позиција. Седиште тима налази се у енглеском градићу Вокинг.

## Прве године и први успеси
Током прве две године у Формули 1 тим није имао много успеха. У обе сезоне освојена су осма места у конкуренцији конструктора са по 3 бода. 1968. Брус Мекларен доноси прву победу свом тиму у историји на Великој награди Белгије. Екипа је у конкуренцији конструктора завршила на 2. месту са 51 бодом и укупно 3 победе у сезони. До 1974. тим се котира између 3. и 6. места када у екипу долази шампион из 1972. Емерсон Фитипалди и доноси прву возачку титулу тиму у историји. Тим је уједно освојио титулу и у конкуренцији конструктора. Од те сезоне па све до 1996. главни спонзор тима био је Марлборо.
1976. још једну возачку титулу екипи доноси Енглез Џејмс Хант.

## Рон Денис долази у Мекларен
Од 1976. па све до 1984. Мекларен није освајао титуле ни у возачкој, а ни у конструкторској конкуренцији. Након Хантове титуле, тим је из године у годину бележио све лошије резултате, а кулминација кризе означила је сезона 1980, у којој је Мекалрен остварио најгоре резултате у својој историји и освојио тек 9. место у шампионату. Млади, амбициозни и до тада не превише познати Рон Денис 1981. преузима власништво над тимом уз подршку главног спонзора Марлбора и доводи у тим креативног дизајнера Ф1 болида Џона Барнарда. Исте сезоне Мекларен је на Великој Награди Британије успео да оствари прву победу након пуне четири године. Рон Денис се ту није зауставио — 1982. успео је да убеди двоструког шампиона Ф1 Никија Лауду да се врати из "пензије", а 1983. и богатог Француза Мансура Ожеа, да постане сувласник тима и свој новац из ривалског тима Вилијамса преусмери у Макларен. Оже је својим доласком обезбедио Макларену и доминантне Поршеове моторе, чије је дизајнирање он финансирао и који су носили име његове компаније — ТАГ. 1984. у екипу се вратио и француски возач Ален Прост — све је било спремно за почетак доминације.

## 1984—1991 — Мекларен постаје доминантна сила у Формули 1
Мекларен је 1984. лагано и убедљиво освојио титуле и у возачкој, и у конструкторској конкуренцији, победивши на 12 од 16 трка у сезони. Ипак, сезона није била нимало досадна, упркос оваквој доминацији једног тима, јер су се два Макларенова возача, Прост и Лауда, до последње трке борили за титулу, а шампион је на крају постао Ники Лауда, са само пола бода више од Проста. Обе титуле су освојене и следеће сезоне, с тим што је овога пута шампион у конкуренцији возача постао Прост, коме је то била прва титула у каријери. Сезона није била успешна за Никија Лауду, који услед низа механичких кварова који су му се дешавали током целе сезоне успео да заврши само 3 трке од укупно 15 на којима је наступио, па је Аустријанац одлучио да се 1985. по други пут повуче из Формуле 1, окончавши своју бриљантну каријеру са 3 титуле и 25 победа. 1986. година донела је промену у односу снага у Формули 1. Макларенов ривал, Вилијамс, је захваљујући доминантном Хондином мотору и одличној шасији преузео примат најбољег тима у спорту од Мекарена, доминантно освојивши титулу у конкуренцији конструктора, са чак 55 бодова више од другопласираног Макларена, али је Алан Прост невероватним сплетом околности успео да у последњој трци сезоне одбрани титулу у конкуренцији возача, користећи међусобну борбу између возача Вилијамса, Нелсона Пикеа и Најџела Менсела. Ипак, 1987. Прост и Мекларен нису имали шансе против Вилијамс—Хонде, која је лако успела да освоји титуле у обе конкуренције. Рон Денис се није предавао — користећи тензије између Вилијамса и Хонде настале због одбијања Вилијамса да ангажује јапанског возача Саторуа Накаџиму, Денис је увидео своју шансу и успео да за сезону 1988. обезбеди прелазак Хонде из Мекларена у Вилијамс, а тиму се уз Проста као други возач прикључио и млади и веома цењени Бразилац Аиртон Сена, иначе близак Хонди.
1988. је Формули 1 донела до данас невиђену доминацију једног тима. Рон Денис и Мансур Оже су посложили све коцкице — најбоља шасија, најбољи мотор и најбољи возачи. Сена и Прост су победили на 15 од 16 трка, освојили 15 од 16 пол позиција и освојили чак 134 бода више од другопласираног тима шампионату, Ферарија. Једина трка на којој Макларен није победио је била ВН Италије у Монци, када су и Сена и Прост били принуђени да одустану из трке услед механичких кварова, али су пре одустајања били на првом и другом месту. Титулу је у конкуренцији возача освојио Сена, коме је то била прва титула у каријери. Примат најбољег тима у спорту није био угрожен 1989. године, Мекларен је још једном лако и убедљиво освојио обе титуле, с тим што је те сезоне шампион постао Прост, освојивши своју трећи титулу. Међутим, упркос доминација Мекларена на стази, сезону је обележио сукоб између Сене и Проста, како ван стазе, тако и на стази, који је кулминирао сударом између ова два возача на ВН Јапана. Прост, оптуживши Мекларен, и посебно Хонду за фаворизовање Сене, одлучује да напусти Мекларен и пређе у Ферари 1990. Мекларен је за Простову замену довео Аустријанца Герхарда Бергера, до тада возача Ферарија. Сезона 1990. обележена је још једним дуелом Сене и Проста, овога пута у различитим тимовима. Значајно унапређени Ферари, са шасијом дизајнираном од стране некадашњих Мекларенових дизајнера Џона Барнарда и Стива Николса, успео је да се равноправно носи са Маклареном све до претпоследње трке у сезони, ВН Јапана, на којој су се Сена и Прост још једном сударили, чиме је одлучен шампионат, овога пута у корист Сене, јер је до краја сезоне остала још једна трка, а Сенина предност је износила 9 бодова, што Прост није могао да надокнади услед мање победа, с обзиром на то да је правило у Формули 1 да у случају да два возача заврше са истим бројем бодова, титулу осваја онај возач који има више победа. Макларен је освојио и титулу у конкуренцији конструктора, трећу узастопно.
Година 1991. дала је назнаку да се Меклареновој доминацији ближи крај. Стари ривал, Вилијамс, чију је шасију дизајнирао тада млади Ејдријан Њуи, човек који ће својим генијалним шасијама обележити следећих 25 година у овом спорту, користећи изванредни Реноов мотор и тада револуционарне полуаутоматске мењаче, преузео је примат најбржег од Мекларена. Ипак, сезона је одлучена на самом почетку, јер је Вилијамс, упркос томе што је био најбржи, имао катастрофалних проблема са поузданошћу, па је Сена победио на прве четири трке, док је Вилијамсов први возач Најџел Менсел успео да заврши само једну трку, у Монте Карлу, освојивши друго место иза Сене. Након четири трке, Сена је имао 40 бодова, а Менсел 6, што се показало као недостижна предност, упркос томе што је до краја сезоне Вилијамс победио на 7 трка, а Макларен на 4. Сена је освојио трећу титулу, а Мекларен четврту узастопну у конкуренцији конструктора.

## 1992—1993, крај доминације, одлазак Хонде и Сене
Сезона 1992. протекла је у потпуној доминацији Вилијамса и драстичном паду Мекларена. Мекларенова шасија и Хондин мотор показали су се недораслим Вилијамс—Реноу, који је у сезону ушао са још више револуционарних иновација, попут контроле проклизавања и активног ослањања, а уз то су у потпуности отклоњени проблеми са поузданошћу. Вилијамс је победио на 10 од укупно 16 трка, освојио 15 од 16 пол позиција и осигурао титулу већ у Мађарској, иако је до краја сезоне остало још чак пет трка. Да ствари буду горе по Мекларен, Хонда је објавила да ће се на крају године у потпуности повући из спорта. 3 победе које је остварио у сезони и јасне назнаке доминације Вилијамса и у 1993. навеле су троструког шампиона Сену да и он размисли о одласку из тима — Сена је прво покушао да себи обезбеди место у Вилијамсу за сезону 1993, а када у томе није успео, јер је Вилијамс нешто раније потписао уговор са Сениним вечитим ривалом Простом, који је у свом уговору имао клаузулу која му омогућава вето на долазак Сене у тим, Сена је планирао да се привремено повуче из спорта. Други возач тима, Герхард Бергер, напустио је Мекларен и потписао за Ферари, па је Мекларен у 1993. годину ушао без возача под уговором.
Рон Денис је успео да за предстојећу сезону обезбеди Фордове моторе, друге најбоље у Формули 1, после Реноових, као и да убеди Сену да испроба нову шасију Мекларена током зимских тестирања. Сена је био пријатно изненађен потенцијалом нове Мекларенове шасије, па је одлучио да се обавеже на вожњу за Мекларен у првој трци сезоне у Јужној Африци, јер није хтео да потпише уговор на целу сезону. Почетак сезоне је био изненађујуће добар — иако је било јасно да је Вилијамс и даље убедљиво најбржи, сплет околности и невероватних Сениних вожњи, укључујући и легендарну трку по киши на ВН Европе 1993, на којој се Сена у првом кругу невероватним претицањима пробио са петог на прво место, и на крају победио са чак минутом предности у односу на Вилијамсовог возача Дејмона Хила, док је вечитог ривала Проста претекао за цео круг. Након 6 трка, изван свих очекивања, Сена се са три победе нашао на првом месту у шампионату. Међутим, након тих 6 трка, Вилијамс се ипак испоставио као прејак, а Прост је успео да без већих проблема до краја сезоне освоји своју четврту титулу, док је Вилијамс доминантно освојио титулу у конкуренцији конструктора. Прост се на крају сезоне повукао из Формуле 1, а Вилијамс је као замену довео управо Сену, који се тако после 6 година опростио од Макларена, пред којим се налазила потпуна реорганизација и нови почетак.

## 1994—1997, транзициони период
Година 1994. је за Мекларен била изузетно слаба. Поново је промењен прозивођач мотора — а Пежоови мотори нису екипи донели ни једну победу у сезони и освојено је тек 4. место у конкуренцији возача (Финац Мика Хакинен) и четврто место међу конструкторима, уз два друга места као најбољи резултати у сезони. 1994. је била прва после 14 година у којој Мекларен није забележио ниједну победу.
За 1995. Рон Денис уговора почетак дугорочне сарадње са Мерцедесом као снабдевачем моторима 1995. и возачком поставом Хакинен — Бландел. За Макларен је те сезоне на 2 трке возио и шампион из 1992. Најџел Менсел. Освојено је свега 30 бодова без победе.
Године 1996. уместо Бландела у екипу долази Шкот Дејвид Култард. Освојено је 49 бодова, без победе и са само једним другим местом. То је уједно била и последња сезона са Марлбором као главним спонзором.
Године 1997. главни спонзор тима постаје Вест. Са Хакиненом и Култардом у возачкој постави, сезона почиње изузетно добро Култардовом победом на отварању сезоне у Аустралији. Међутим, убрзо се испоставило да су Вилијамс и Ферари и даље прејаки. До краја сезоне Култард је забележио још једну победу, а прву победу у каријери забележио је и Мика Хакинен у Хересу, на последњој трци у сезони. Напредак је био евидентан и у следећу сезону се ушло са великим очекивањима.

## 1998—2006, титуле и променљиви резултати

#### 1998.
Сезона 1998. била је сјајна за Макларен. Рон Денис је успео да лето 1997. у тим доведе главног творца Вилијасових успеха, Ејдријана Њуиа, који је дизајнирао болид за 1998.  Са Мерцедесовим моторима и Бриџстон гумама екипа осваја титуле у обе конкуренције. Мика Хакинен је освојио своју прву титулу после велике борбе са Михаелом Шумахером у Ферарију. Мекларен је освојио и титулу у конкуренцији конструктора, прву после седам година.

#### 1999.
Сезона 1999. изгледала је још боље за Мекларен, који је имао евидентно најбржи болид и уиграну возачку комбинацију Хакинен — Култард. Међутим, несхватљиве грешке Хакинена у Сан Марину и Монци, које су га коштале две победе и 20 бодова, као и политика Рона Дениса да ниједан возач неће бити фаворизован док други не изгуби математичку шансу за освајање титуле учиниле су ову сезону веома компликованом. Хакинен, упркос чињеници да је освојио 11 пол позиција на 16 трка, успева да освоји титулу теку последњој трци, са само два бода више од Фераријевог возача Едија Ирвајна, који се неочекивано нашао у ситуацији да се бори за титулу након што је први Фераријев возач Михаел Шумахер након удеса на ВН Британије поломио ногу. Иако је освојена титула у конкуренцији возача, исподпросечне сезоне Хакинена и Култарда утицале су на то да Макларен изгуби титулу од Ферарија у конкуренцији конструктора.

#### 2000.
2000. је протекла у знаку борбе између Хакинена и Шумахера. На самом почетку сезоне, Шумахер је остварио огромну предност, иако се чинило да је Мекларенов болид нешто бржи од Ферарија, али и непоузданији. Мекларен је наставио са политком једнаког третмана возача, за разлику од Ферарија, који је све своје ресурсе усмерио у освајање Шумахерове титуле, па су тако Мекларенови возачи неретко "узимали" бодове један другом. Хакинен је после после низа лоших трка за Шумахера током лета 2000. успео да преузме вођство у шампионату, па је четири трке пре краја имао 6 бодова више од Шумахера. Ипак захваљујући сјајној завршници сезоне Михаел Шумахер и Ферари освајају титуле у обе конкуренције, забележивши 4 победе на последње 4 трке.

#### 2001.
Године 2001. почела је обећавајуће по Мекларен. Ипак, за разлику од претходних година, Дејвид Култард је на почетку сезоне успео да се наметне као Мекларенов главни адут за шампионску титулу, док је Мика Хакинен забележио низ лоших резултата и све више је почело да се прича о његовом повлачењу из спорта на крају сезоне. После три трке, Хакинен је имао само један бод, наспрам Култардових 20. На четвртој трци сезоне, Култард није успео да искористи освојену пол позицију, али је одустајање Михаела Шумахера значило да му је освојено друго место било довољно да се изједначи на првом месту у шампионату са Шумахером, јер су обојица имали по 26 бодова. Шумахер је победио у Шпанији, а Култард узвратио у Аустрији и освојио пол позицију на следећој трци у Монаку. Ипак, на самом старту трке Култарду се угасио мотор, што је значило да је морао да крене са последње позиције, и упркос чињеници да је са 22. места успео да дође до 5. на стази на којој су претицања практично немогућа, ова трка је представљала прекретницу за целу сезону — Шумахер је победио у Монаку, а Култарду је на следећој трци у Канади експлодирао мотор, након чега је Шумахер освојио две победе, чиме је шампионат већ практично био решен. До краја сезоне, једини светли тренуци за Мекларен су биле неочекиване победе Хакинена у Великој Британији и САД. Култард је сезону завршио на другом месту, са чак 58 бодова иза Шумахера, који је освојио своју другу узастопну, а укупно четврту титулу у каријери. Гласине о повлачењу Хакинена показале су се као истините, па је у септембру 2001. Хакинен објавио повлачење, а за сезону 2002. као његова замена је доведен млади и перспективни Финац Кими Рејкенен.

#### 2002.
Године 2002. протиче у потпуној доминацији Ферарија, који је победио на 15 од 17 трка, и петој титули за Шумахера, који је оборио рекорд по броју победа једног возача у сезони — 11, док је Макларен забележио само једну победу (Култард у Монаку) а екипа пада на 3. место међу конструкторима услед повратка Вилијамса међу водеће тимове захваљујући сарадњи са БМВ—ом. Од те сезоне Мекларен је користио Мишлен гуме.

#### 2003.
Година 2003. почела је за Мекларен изненађујуће добро. Тим је сезону почео са модификованом болид из претходне сезоне, док је деби новог, радикалног Њуијевог модела МП4—18 одложен. Међутим, сезона је почела изваредно — Култард је победио на првој трци у сезони у Аустралији, а Рејкенен био трећи, док је на следећој трци у Малезији Рејкенен победио по први пут у каријери. Слаб почетак Ферарија, који је такође у сезону ушао са старим болидом из 2002, и грешке Монтоје у Вилијамсу довеле су до тога да су после три трке Рејкенен и Култард заузимали прво и друго место у конкуренцији возача, а Макларен био убедљиво први у конкуренцији конструктора, са чак 23 бода више од Ферарија након само три трке. Испоставило се, међутим, да су обе две победе биле и једине за Макларен у сезони. Њуијев радикални болид МП4—18 никада није изашао на стазу услед огромних проблема са поузданошћу током тестирања, па је тим био принуђен да ресурсе усмери у побољшања болида из 2002. Ипак, сезона је била далеко од неуспешне — захваљујући одличним вожњама и константности Кимија Рејкенена током целе сезоне, који је освојио чак 7 других места и 2 трећа, променљивој форми Михаела Шумахера и Ферарија, као и Вилијамсу који је током лета 2003. имао најбољи аутомобил на гриду, Рејкенен је све до последње трке у сезони био у шанси да освоји титулу. Пред последњу трку сезоне у Јапану, Рејкенену је за титулу било неопходно да победи, а да Шумахер не заврши међу освајачима бодова. Ипак, титула је Мекларену измакла за само 3 бода — Рејкенен је у Јапану завршио други, а Шумахер осми, што је Немцу донело четврту титулу узастопно, а шесту у каријери. Коначни бодовни салдо износио је 93 бода за Шумахера, 91 за Рејкенена.

#### 2004.
2004. је почела ужасно по Мекларен и означила њихов најгори старт сезоне у последње 24 године. Њуијев радикални МП4—18, који је за сезону 2004 преименован у МП4—19, није имао ни брзину, ни поузданост, па је после 7 трка тим имао свега 5 бодова. За ВН Француске Њуи је најавио редизајн болида и велики помак напред, што се испоставило тачним — већ на ВН Британије, првој после Француске, на којој су возачи  успели да донесу тиму 5 бодова, Рејкенен је успео да освоји пол позицију, али је у трци Ферари и даље био прејак, тако да је Финац завршио на другом месту, иза Шумахера, који је победио 10. пут у сезони од укупно 11 трка. Сезона је до краја донекле спашена, јер је Рејкенен успео да победи у Белгији и освоји још два подијума — треће место у Кини и друго на последњој трци у Бразилу. Од ВН Француске је само Ферари успео да освоји више бодова од Мекларена, што је изгледало врло охрабрујуће пред улазак у нову сезону.

#### 2005.
2005. Мекларен је, после 9 година проведених у тиму, Дејвида Култарда заменио Вилијамсовим возачем Хуаном Паблом Монтојом. Након променљиве среће у прве две трке, Кими Рејкенен је у Бахреину наговестио велики потенцијал новог Маклареновог болида МП4—20, освојивши треће место, док је Педро де ла Роса, замена за Монтоју, који је падом са мотора повредио раме и био принуђен да пропусти трке у Бахреину и Сан Марину, забележио најбржи круг. Доласком у Европу, Њуијева шасија је показала свој потенцијал, јер је Рејкенен успео да освоји пол позицију у Сан Марину са више од пола секунде предности у односу на другопласираног у квалификацијама и лидера у шампионату Фернанда Алонса, али је у трци одустао већ у 9. кругу услед квара са првог места. Следеће две трке су напокон показале брзину Мекларена — Рејкенен је убедљиво победио у Шпанији и Монаку, оба пута са пол позиције. Након шест трка, чинило се да је петогодишњој доминацији Михаела Шумахера и Ферарија дошао крај, и да су главни фаворити за титулу Рено, предвођен Фернандом Алонсом, и Мекларен, предвођен Кимијем Рејкененом. 7. трка сезона на Нирбургрингу изгледала је све до 10 кругова пред крај као још једна лагана победа за Мекларен и Рејкенена, коме је у последњем кругу трке експлодирала гума, чиме је после Сан Марина испуштена још једна победа. С обзиром на то да је на овој трци победио Фернандо Алонсо, већ тада је остварио предност од чак 32 бода у односу на Рејкенена. На ВН Канаде напокон је профункционисао и Хуан Пабло Монтоја, и изгледало је да ће Мекларен први пут после ВН Аустије 2000. године успети да на једној трци освоји прво и друго место. Међутим, Колумбијац је дисквалификован због проласка кроз црвено светло у боксу, али је Рејкенен успео да победи и надокнади изгубљене бодове из Немачке, с обзиром на то да је Фернандо Алонсо одустао. У лето 2005. почињу да се јављају проблеми са Мерцедесовим мотором. Правила су налагала да један мотор мора да издржи два тркачка викенда, па је Раиконен морао на две трке узастопно да стартује са казном +10, што значи да је трку почињао 10 места ниже од позиције коју је остварио у квалификацијама. Ипак, Монтоја је победио у Британији, док је Рејкенен са 13. места завршио трећи. ВН Немачке на Хокенхајму је још једном донела променљиву срећу Мекларену. Уместо лаке 1—2 победе, Монтоја је у последњој кривини свог квалификационог круга направио ужасну грешку и ударио у зид, због чега је морао да стартује са последњег, 20. места. Рејкенен је успео да освоји пол позицију, али га је поново изневерио Мерцедесов мотор, који је експлодирао 24 круга пре краја трке, док је био убедљиво први. Победио је Фернандо Алонсо, чиме је стекао 36 бодова предности у односу на Рејкенена, а трка за шампиона била већ тада практично решена. Међутим, о Меклареновој брзини сведочи резултат Монтоје, који је упркос томе што је стартовао последњи без већих проблема стигао до другог места. Наредних шест трка протекле су у потпуној доминацији Макларена — Рејкенен је победио у Мађарској, Турској, Белгији и Јапану, а Монтоја у Италији и Бразилу. У Бразилу је Мекларен напокон "дочекао" двоструку победу, прву после пет и по година, али је њену драж умањила чињеница да је Фернандо Алонсо две трке пред крај и математички осигурао титулу, упркос томе што је последњи пут победио још на ВН Француске у јулу. Ипак, није све било готово — након Бразила, Мекларен је преузео прво место у шампионату конструктора од Реноа, и с обзиром на тадашњу констелацију снага у тркама, изгледао као велики фаворит за њено освајање. Међутим, киша на квалификацијама током ВН Јапана утицала је на то да Кими Рејкенен и Хуан Пабло Монтоја буду принуђени да стартују са 17. и 18. места, јер су други возачи успели да поставе своја квалификациона времена док је стаза још била сува. Није био поштеђен кише ни Фернандо Алонсо, који је морао да стартује 16. У спектакуларној трци, Монтоја је одустао већ на самом старту услед сопствене грешке, а Рејкенен и Алонсо се заједно пробијали до врха. Спектакуларним претицањем другог Реноовог возача Ђанкарла Физикела у последњем кругу Рејкенен је донео Мекларену десету победу у сезони. Шампиона у конкуренцији конструкора одлучила је последња трка у Кини — Монтоја је морао да одустане због експлозије мотора, док је изненађујућу брзину у односу на Макларен показао Рено — Рејкенен је први пут још од треће трке у сезони у Бахреину био спорији и у квалификацијама и у трци од Алонса, који је победом донео Реноу и титулу у конкуренцији конструктора, што је значило да је Мекларен остао без обе титуле упркос 10 остварених победа на 19 трка, наспрам Реноових 8 победа. На крају сезоне тим је напустио Ејдријан Њуи, који је објавио да ће од 2006. постати технички директор новог, амбициозног и веома богатог тима, Ред бул рејсинга.

#### 2006.
2006. је за Мекларен представљала транзициону годину. У децембру 2005. објављено је да ће од 2007. за Мекларен возити актуелни шампион Фернандо Алонсо, који је потписао уговор на три године. Истовремено је објављено да ће нови генерални спонзор тима од 2007. бити британска телекомуникациона компанија Водафон, до тада један од дугогодишњих спонзора Ферарија. Обојици тадашњих Мекларенових возача, Рејкенену и Монтоји, истицао је уговор на крају 2006, и увелико се причало да је Рејкенен још у октобру 2005. потписао предуговор са Фераријем, по коме би требало да у тиму замени Михаела Шумахера од сезоне 2007, јер су очекивања у Ф1 падоку била да ће се 37—годишњи Немац, седмоструки шампион света, повући из спорта на крају 2006. С обзиром на то да су правила у 2006. значајно измењена у односу на 2005. (прешло се са десетоцилиндричне на осмоцилиндричне моторе, промењен је формат квалификација, поново је дозвољена замена гума у току трке), уз чињеницу да их је напустио Њуи и да Макларен сада предводи нови тим инжењера, Мекларенова сјајна претходна сезона није много значила за констелацију снага између тимова за 2006. Већ у квалификацијама на првој трци сезоне Кими Рејкенен је доживео нови технички проблем, који га је принудио да стартује са последњег, 22. места, док је Хуан Пабло Монтоја био тек пети. Ипак, Рејкенен се захваљујући одличној стратегији и вожњи у трци пробио до трећег места, завршивши на подијуму са 19 секунди заостатка за победником Алонсом, што није била тако велика разлика када се има у виду да је стартовао са последњег места. Ипак, следеће две трке су показале да Мекларен није био у стању да се носи са Реноом — Физикела је победио у Малезији, а Алонсо у Аустралији, а најбољи Мекларенов резултат био је Рејкененово друго место у Аустралији, па је већ после три трке Алонсо убедљиво водио у шампионату возача, а Рено у конкуренцији конструктора. По доласку у Европу, Мекларенова побољшања на болиду показала су не недовољно добрим, али не и Фераријева, који је у Сан Марино стигао са драстично побољшаним болидом који је могао да конкурише чак и Реноу. Мекларен је тиме постао тек трећи најбржи тим, па су до краја сезоне и подијуми постали реткост — Монтоја је био трећи у Сан Марину и други у Монаку, док је Рејкенен освојио једно друго и три трећа места. У лето 2006. дошло је до сукоба између Рона Дениса и Монтоје, па је после судара у првом кругу између два Мекларенова возача на ВН САД Монтоја отпуштен и замењен дугогодишњим Меклареновим тест возачем Педром де ла Росом, који је свој најбољи резултат остварио у Мађарској — друго место. Сезона је протекла у знаку борбе између будућег Меклареновог возача Фернанда Алонса и Михаела Шумахера, а победник овог дуела је на крају био Фернандо Алонсо, који је тако освојио своју другу титулу узастопно, што је значило да ће са собом у Мекларен донети број 1 на болиду за сезону 2007. Такође, још после трке у Монци Михаел Шумахер је објавио своје повлачење из Формуле 1 на крају сезоне, а Ферари је објавио да ће његова замена бити Кими Рејкенен, који је потписао двогодишњи уговор. 24. новембра 2006. Макларен је саопштио да ће у 2007. уз Алонса за тим возити млади Британац Луис Хамилтон, тадашњи шампион ГП2 серије и дугогодишњи протеже Рона Дениса.

## 2007—2013, Водафон Макларен Мерцедес

#### 2007.
Сезона 2007 означила је нови почетак за Макларен. Нови Мекларенов болид МП4—22, представљен је 15. јануара 2007. у Валенсији, Шпанија. Фернандо Алонсо и Луис Хамилтон возили су МП4—22 улицама Валенсије пред око 100.000 навијача. Актуелни двоструки узастопни шампиони, Рено, су се уз одлазак Алонса суочили и са одласком дугогодишњег снабдевача гумама из спорта, Мишелина, па се као највећи фаворит за титулу наметнуо Ферари, чији је дугогодишњи снабдевач гумама, Бриџстон, постао једини снабдевач за све тимове.
Очекивања да ће Ферари бити најбржи су се и обистинила у Аустралији, на првој трци сезоне. Кими Рејкенен је у својој првој трци за Ферари победио стартујући са пол позиције, али је било евидентно да је Мекларен једини тим који може да угрози Ферари и да су ова два тима далеко испред свих осталих. Светски шампион Фернандо Алонсо је у својој првој трци за Мекларен освојио другу место, док је руки Луис Хамилтон импресионира у својој првој трци у каријери и успео да се нађе на трећем месту и постане први руки још од Жака Вилнева 1996. године који је у дебитантској трци дошао до подијума. Након тронедељне паузе, Алонсо је на другој трци сезоне у Малезији у квалификацијама успео да раздвоји два Ферарија, Масу и Рејкенена, док је Хамилтон био четврти. Бриљантан старт Алонса, који је претекао Масу, и још бољи Хамилтона, који је претекао оба Ферарија, донео је Мекларену прво и друго место већ после друге кривине, које нису испуштали до краја трке, па је тако Алонсо победом дошао до првог места у пласману возача, са два бода више од Рејкенена, а Мекларен на прво место у конкуренцији конструктора, са 9 бодова више од Ферарија. На следеће две трке победио је Фераријев возач Фелипе Маса, а Луис Хамилтон оба пута завршио испред Алонса, па се тако овај млади руки на изненађење свих после четири трке нашао на првом месту у шампионату. Пета трка сезоне, у Монаку, донела је невероватну доминацију Мекларена — Алонсо и Хамилтон су сваког возача осим Фелипеа Масе на трећем месту претекли за цео круг, а он је завршио трку са целим минутом заостатка за победником Алонсом. Након пет трка, Мекларенови возачи су делили прво место са по 38 бодова, док је у шампионату конструктора, упркос победи мање имао 20 бодова више од Ферарија (Рејкенен је одустао у Шпанији, а у Монте Карлу завршио тек осми). Ипак, није све било идеално како би се могло закључити на основу табеле, јер је након трке Луис Хамилтон оптужио тим да фаворизује Алонса, што је представљао увод у велики сукоб између двојице возача који ће обележити целу сезону. Хамилтон је победио на следеће две трке, у Канади и САД, па је Мекларен постао већ након 7 трка изразити фаворит за титулу у обе конкуренције — имали су чак 35 бодова више од Ферарија, док су Хамилтон и Алонсо заузимали прво место у шампионату возача. Ипак, на следеће две трке Ферари је узвратио са две победе Кимија Раиконена. На хаотичној ВН Европе победио је Фернандо Алонсо након велике борбе током целе трке са Фелипеом Масом, док је Хамилтон први пут остао без бодова и подијума, након што му је у квалификацијама отпао точак, а затим у трци пробушила гума. 7 трка пре краја сезоне, Хамилтон је имао 2 бода више од Алонса, а Мекларен 27 више од Ферарија. Отприлике у ово време, у јулу 2007, почела је тзв. шпијунска афера у Формули 1, у којој је Ферари оптужио Мекларен да је захваљујући незадовољном шефу механичара Ферарија, Најџелу Степнију, дошао у посед поверљивих података везаних за дизајн Фераријевог болида и стратегије у току трке. Истовремено, унутар самог Мекларена су се догађале велике тензије, јер је Алонсо био уверен да Мекларен, као британски тим, фаворизује британског возача Хамилтона. Све је кулминирало на ВН Мађарске, када је дошло до отвореног сукоба на стази између Алонса и Хамилтона у квалификацијама — Хамилтон је одбио да испоштује тимску стратегију и пропусти Алонса да одвезе круг више како би сагорео вишак горива, на шта је Алонсо одговорио спречавањем Хамилтона да извезе други брзи круг блокирајући га у боксу. Пол позицију је освојио Алонсо, али се у ову контроверзу умешала Међународна аутомобилска асоцијација (Фија) и њен председник Макс Мозли, који су због дешавања на стази казнили Мекларен одузимањем свих бодова тиму које освоје у трци у Мађарској, док је Алонсо кажњен померањем пет места уназад, што је означило да ће Хамилтон стартовати са првог места а Алонсо са шестог. У трци је победио Хамилтон, док је Алонсо био четврти, па је тако тим остао без 15 бодова у шампионату конструктора. Крајем августа, Фија је објавила да су пронађени нови докази везани за тзв. шпијунску аферу, и да ће се о овом случају решавати 13. септембра на седници Светског Моторспорт савеза. 13. септембра Светски моторспорт савез прогласио је Мекларен кривим за поседовање и коришћење интелектуалне својине Ферарија и изрекао новчану казну од чак 100 милиона долара, као и дисквалификацију тим из шампионата конструктора. Возачи Мекларена нису дисквалификовани, нити на било који начин кажњени, осим што је Фија наредила да у случају победе неког од Мекларенових возача до краја сезоне, тим неће добити трофеј за победу конструктора. У међувремену, Мекларен и Ферари су разменили по две победе — Маса је Ферарију донео победу у Турској а Раиконен у Белгији, док је Алонсо победио у Мекларену у Италији, а Хамилтон у Јапану. Трка у Јапану изгледала је као кључна за сезону, јер је победио Хамилтон по великој киши, Алонсо возачком грешком испустио друго место ударивши у зид и одуставши из трке, док је Раиконен у Ферарију завршио трећи, а Маса шести. До краја шампионата остало је само две трке и 20 бодова на располагању, Хамилтон је водио са 107 бодова, Алонсо је имао 95, Раиконен 90, а Маса 80 (чиме је после трке у Јапану изгубио и математичке шансе за освајање титуле). Хамилтону је тако на претпоследњој трци у Кини за титулу био неопходно да освоји бод више од Алонса, и да не освоји до 6 бодова мање од Раиконена. Након квалификација у Кини, Алонсо је поново оптужио тим за фаворизовање Хамилтона, који је освојио пол позицију испред Раиконена и Масе, док је Алонсо био четврти. Поредак на старту, и мокрој стази, остао је непромењен све до 26. круга, када су Хамилтонове гуме услед велике потрошености почеле да отказују, па га је претекао Раиконен, а тим је услед променљивих временских услова и чињенице да му друго место сигурно доноси титулу одлучио да ризикује и остави га на стази. У 30. кругу, Алонсо претиче Масу и пробија се на треће место, почевши да драматичном брзином сустиже Хамилтона, услед далеко боље очуваних гума. Након што је тим позвао Хамилтона у бокс, млади Британац прави огромну грешку на уласку у бокс, излази са стазе а његов болид остаје заглављен у шљунку, што је означио крај трке за њега, 26 кругова пре краја. Раиконен је победио, испред Алонса на другом месту, док је Маса завршио на трећој позицији. Хамилтон је имао 107 бодова, Алонсо 103, а Раиконен 100 пред последњу трку сезоне у Бразилу. Упитан зашто тим није раније позвао Хамилтона у бокс, Рон Денис даје контроверзну изјаву: "Тркали смо се против Фернанда, нисмо обраћали пажњу на Кимија. Кимијева победа и Луисово на другом месту испред Фернанда је био добар исход за нас."
У Бразилу, Хамилтону је било довољно да заврши на петом месту, независно од пласмана Алонса и Раиконена. С обзиром на огромне разлике у брзини између Ферарија и Мекларена са једне стране, и свих осталих тимова са друге, као и чињеници да Мекларен ни у једној трци у сезони није доживео технички проблем, Хамилтон је у последњу трку сезоне ушао као изразити фаворит за титулу. У квалификацијама, прве две позиције заузели су Маса и Раиконен, Хамилтон је био трећи, а Алонсо четврти. Међутим, на самом старту трке, Алонсо претиче Хамилтона, који исхитрено покушава да врати треће место, прави грешку и излеће накратко са стазе, што га је коштало четири позиције, па је тако Хамилтон сада био на осмом месту а трка за шампиона потпуно отворена. Иако је брзо успео да поврати два места, Хамилтону у 8. кругу блокира мењач и претичу га сви возачи на стази. Иако је успео да после тридесетак секунди нормално настави трку, шампионат је био изгубљен за оба возача Мекларена — Алонсо није имао брзину да се супротстави Фераријима и завршио је на трећем месту, скоро минут иза победника Раиконена, док је Хамилтон упркос одличној вожњи успео да стигне само до седмог места. Титулу је освојио Раиконен, са 110 бодова, само једним више од обојице возача Мекларена, који су сезону окончали са по 109 бодова.
2. новембра 2007. објављено је да су Макларен и Алонсо, након непуних годину дана сарадње, споразумно раскинули уговор. Алонсо се вратио у Рено, док га је у Мекларену заменио управо дотадашњи возач Реноа, Хеики Ковалаинен

#### 2008.
У сезону 2008. Ферарију и Мекларену се на врху поретка прикључио и БМВ Заувер, са Робертом Кубицом и Ником Хајдфелдом као возачима. Хамилтон је победио на првој трци сезоне у Аустралији, али је на следеће четири трке победио Ферари, по два пута Маса и Раиконен, а судар Хамилтона са Алонсом у Бахреину, као и вожње испод очекивања новог возача Хеикија Ковалаинена, значиле су да је Мекларен после пет трка био на тек трећем месту у шампионату конструктора, иза Ферарија и БМВ—а, док је Хамилтон делио друго место у шампионату са Масом, а седам бодова иза водећег Раиконена. Следеће трке су протекле хаотично — Хамилтон је победио у Монаку по киши, изгубио прилику за победу у Канади начинивши несхватљиву грешку приликом кочења на изласку из бокса, ударивши у задњи крај болида Кимија Раиконена и избацивши из трке и себе и Раиконена, због чега је кажњен померањем 10 места уназад у односу на освојену позицију у квалификацијама на трци у Француској, коју је завршио на 10. месту. међутим, значајан пад у форми Кимија Раиконена, бриљантна вожња Хамилтона у Британији по киши, на којој је све возаче осим Хајдфелда и Баричела претекао за цео круг, а затим и нова победа на следећој трци у Хокенхајму довеле су Хамилтона на прво место у шампионату возача, са 4 бода испред Масе и 7 испред Раиконена. Макларен је и даље био тек трећи у конкуренцији конструктора, јер су најбољи резултати Хеикија Ковалаинена током целе сезоне били једно треће и једно четврто место (док је Хамилтон после 10 трка имао 4 победе и још два подијума). Ипак, на следећој трци у Мађарској, Ковалаинен у квалификацијама бележи најбољи резултат у каријери, друго место, док је пол позицију освојио Хамилтон. На самом старту, изванредним стартом Фелипе Маса у Ферарију са трећег места успева да претекне обојицу Мекларенових возача, који су се нашли на другом и трећем месту. У 41. кругу Хамилтону је пукла гума, након чега се вратио на стазу тек шести, али је Масин Фераријев мотор експлодирао само два круга пре краја, па је тако до победе дошао Ковалаинен, док је Хамилтон завршио на петом месту. Ових 14 бодова омогућили су Мекларену да напокон претекне БМВ у шампионату конструктора, а Хамилтон је у увећао предност у односу на Масу за још 4 бода. Маса је победио на ВН Европе и ВН Белгије (иницијално, у Белгији је победио Хамилтон, али је после трке кажњен због илегалног претицања Раиконена, након чега му је одузета победа, јер му је на време за које је извезао трку додато 25 секунди на, што га је спустило на треће место). На следећој трци, у Италији, и Макларен и Ферари су са направили превид у квалификацијама са својим возачима — Хамилтон и Раиконен су на стазу послати прекасно, када је киша већ почела појачано да пада, а други возачи, међу којима су и Ковалаинен и Маса, успели да остваре времена по мање влажној стази. Ипак, Маса се није најбоље снашао по киши, као и на претходним тркама у дотадашњој каријери, па се квалификовао тек 6, док је Хамилтон кренуо 15. У трци (такође кишној) се Хамилтон пробио до седмог места, завршивши само секунд иза Масе, који није успео да напредује у односу на квалификације, док је Ковалаинен успео да се домогне подијума и заврши трку на другом месту. Четири трке пре краја, Хамилтон је имао 1 бод више од Масе, а Ферари сада само 5 више од Мекларена. Након хаотичне трке у Сингапуру, на којој је водио Маса, а све пореметио намерно изазвани удес Нелсона Пикеа, Хамилтон је завршио трку на трећем месту, а оба возача Ферарија остала без бодова, Хамилтон је увећао своју предност у односу на Масу за још 6 бодова на три трке пре краја, а Мекларен преузео прво место у шампионату конструктора, са бодом више од Ферарија. У Јапану, Хамилтон је лоше стартовао, погрешио при кочењу, компромитујући трку себи, Маси, Раиконену и Ковалаинену. Хамилтон је трку завршио тек на 13. месту, а Маса седми, тако да је предност Хамилтона смањена на пет бодова. Раиконен је био трећи и донео Ферарију додатних 6 бодова, док Ковалаинен је одустао због експлозије мотора, што је значило да је Мекларен напустио Јапан без иједног освојеног бода. Доминантном победом у Кини испред Масе и Раиконена, Хамилтон је донео Мекларену шесту победу у сезони, и трку пред крај имао 7 бодова предности у односу на Масу, док је Раиконен и математички изгубио шансу за титулу. Ипак, Ферари је имао 11 бодова више у односу на Макларен у шампионату конструктора.
На последњој трци у сезони у Бразилу, Хамилтону је било довољно да освоји пето место како би освојио титулу, без обзира на резултат Масе. Ипак, квалификације су протекле веома лоше по Хамилтона — Маса је лако освојио пол позицију, а Британац био тек четврти. Испоставило се да је то био увод у драматичну трку и вероватно најдраматичнијим последњим кругом једног шампионата у историји Формуле 1. 5 минута пре почетка трке, почела је да пада изузетно јака киша, због чега је старт померен за 10 минута. Након старта, водио је Маса, испред Трулија, Раиконена и Хамилтона. Међутим, чувено непревидљиво време у Сао Паулу је било неумољиво — тимови су прелазили са гума за кишу на гуме за суво, па је средином трке поредак био Маса—Алонсо—Раиконен—Хамилтон, што је Британцу гарантовало титулу. Међутим, свега 9 кругова пред крај, киша је почела поново да пада, али не толиким интензитетом да би тимови одмах могли да процене да ли треба прећи на гуме за променљиве временске услове са гума за суво. Ипак, после пет кругова, пет водећих возача су сви отишли по гуме за променљиве услове, али не и Тимо Глок из Тојоте, који је сматрао да и даље може да се вози са гумама за суво. Након изласка из бокса, Хамилтон је због Глоковог останка на стази пао на пето место, а убрзано га је стизао Себастијан Фетел, возач Торо Роса. Нешто мање од три круга пред крај, Фетел претиче Хамилтона, чиме га је послао на шесто место, што је значило да би ако поредак остане такав шампион постао Маса, јер упркос томе што би обојица имали по 97 бодова, шампион би постао Маса, због победе више. Киша је почела да се појачава, али Глокове гуме нису отказивале, па се у последњи круг ушло са непромењеним поретком — Маса—Алонсо—Раиконен—Глок—Фетел—Хамилтон. Маса је победио и почео да слави титулу, као и цео тим Ферарија, али се после двадесетак секунди дешава драматичан велеобрт — услед појачане кише, Глоку отказују гуме, претичу га Фетел и Хамилтон у последњој кривини, а Хамилтон завршава на петом месту и осваја титулу са бодом више од Масе. Ово је уједно била и прва титула за Мекларен још од 1999. С обзиром на то да је Маса победио, а Раиконен завршио на трећем месту, Ферари је освојио титулу у конкуренцији конструктора.

#### 2009.
У 2009. Мекларен је ушао са непромењеном возачком поставом, Хамилтон—Ковалаинен. Ова сезона донела је радикалну промену правила у дизајну Ф1 болида, који су изгледали значајно другачије — предње крило је спуштено ниже и постало шире него раније, док је задње крило подигнуто и сужено. Истовремено, први пут од 1997. у Ф1 су враћене слик гуме, а значајну промену донело је и увођење могућности тимовима да у своје болиде уграде тзв. КЕРС — систем за повраћај кинетичке енергије, који није био обавезан и само су Ферари, Макларен, Рено и БМВ одлучили да возе са КЕРС-ом.  Овакве промене донеле су и огромно "тумбање" у поретку — Ферари и Макларен су изгубили примат, а почетак сезоне је обележила потпуна доминација Брон ГП-а (тима који је наследио Хонду, која се због светске економске кризе повукла из спорта на крају 2008. године), чији је возач Џенсон Батон победио на 6 од првих 7 круга, док је други најбржи тим био Ред Бул, чије је шасије дизајнирао дугогодишњи Мекларенов технички директор Ејдријен Њуи, коме су нова правила, која су дала огроман значај аеродинамици, савршено одговарала, јер је Њуи скоро две деценије сматран за најбољег "аеродинамичара" од свих дизајнера у Ф1. Једина светла тачка за Макларен у првом делу сезоне била је ВН Бахреина, на којој је Хамилтон успео да дође до четвртог места. Након те трке, следећих пет су представљале праву катастрофу за Мекларен, који је у том тренутку био један од најспоријих тимова — ни на једној није освојен бод, а кулминација је представљала домаћа трка у Британији, када је Хамилтон у квалификацијама био претпоследњи, на 19. месту, а трку је завршио са целим кругом заостатка у односу на победника, Себастијана Фетела у Ред Булу. Након 8 трка, тим је имао нестварно слабих 13 бодова и налазио се близу дна у шампионату конструктора. Нестрпљиво се чекао дуго најављивани пакет побољшања за ВН Немачке, од кога се очекивало да колико—толико спаси сезону. Ово се испоставило тачним, јер је Хамилтон већ у Немачкој заузео пето место у квалификацијама. У трци је међутим морао да одустане на самом старту после контакта са Марком Вебером из Ред Була, који је на крају и победио у овој трци. Ипак, на следећој трци у Мађарској, Хамилтон успева да победи и донесе велику наду за боље резултате до краја сезоне, што се и десило — Хамилтон је победио у Сингапуру и освојио друго место на ВН Европе у Валенсији, а забележио је још два подијума, у Јапану и Бразилу, па је сезону окончао са 49 бодова. Ковалаинен је потпуно подбацио, освојивши само 22 бода, па је Мекларен одлучио да не продужи уговор са њим за 2010.
Ипак, у овој сезони десило се и доста важних дешавања за Мекларен и ван стазе. У јануару 2009. Рон Денис је објавио да се, након 29 година, повлачи са места шефа тима и препушта га дугогодишњем директору тима Мартину Витмаршу. Ово наравно није значило и потпуно повлачење Дениса из компаније Мекларен, која је у том тренутку већ више од две деценије била и успешан произвођач спектакуларних путничких аутомобила, а не само Формула 1 тим. Денис је своју одлуку образложио тиме да жели да се посвети другим пројектима у оквиру Мекларен групе, као председник компаније и власник 15% удела. У Новембру исте године, Мекларенов партнер, снабдевач моторима у последњих 15 сезона и највећи деоничар у Макларен групи, компанија Мерцедес, донела је одлуку да оформи сопствени тим под именом Мерцедес, куповином Брон ГП-а, који је освојио титуле у обе конкуренције 2009. али је већ од средине сезоне услед недостатка спонзора имао великих финансијских проблема. Мерцедес је свој 40-процентни удео у власништву Макларен групе продао другим сувласницима — Денису, Ожеу и бахреинској краљевској породици, а у Макларену су остали у виду снабдевача моторима за Ф1 тим. Само 3 дана након ове објаве, Мекларен је договорио за сезону 2010 сарадњу са новим шампионом Формуле 1, Џенсоном Батоном, који је стигао управо из Брон ГП-а, односно од следеће сезоне Мерцедес АМГ Ф1 тима.

#### 2010.
Мекларен је у нову сезону ушао са јасним циљем — напад на титулу у обе конкуренције. Британски тим је на новом болиду МП4—25 развио иновативни Фордов систем којим се кроз мали отвор испред кокпита ваздух преусмеравао ка задњем крилу и на тај начин се добијала већа максимална брзина. Преусмерени ваздух је у контакт са задњим крилом долазио код слова "ф" на Водафон реклами због чега је систем популарно добио име ф—вод. Овај концепт су током сезоне копирали скоро сви тимови. Такође, за 2010. је уведена велика промена која је утицала и на квалификације и на трку — укинуто је доливање горива у току трке, па су тимове од старта трке почињали са пуним резервоаром и количином горива неопходном да се извезе цела трка. Утицај ове промене на квалификације састојао се у томе што су тимови сада у квалификацијама возили на "испарењима" — с обзиром да више није било доливања горива, тимовима је, природно, омогућено да квалификације возе са минималном количином горива која им је довољна да извезу квалификациона круг, за разлику од претходних 16 сезона, када су тимови у квалификацијама возили са много већом количином горива, јер су управо са том количином морали да започну трку и која је морала да буде довољна до првих одлазака на доливање горива и промену гума. Ово је утицало и на саму дужину пит стопова, који су се значајно смањили, јер су сада тимови у бокс одлазили само на промену гума. Промењен је и систем бодовања — уместо првих осам, бодове је од 2010. освајало првих десет возача, број бодова који се осваја значајно увећан, па је тако победник уместо дотадашњих 10, за победу од 2010. добијао чак 25 бодова, другопласирани 18 уместо 8, трећепласирани 15 уместо 6, четврти 12 уместо 5, пети 10 уместо 4, шести 8 уместо 3, седми 6 уместо 2, осми 4 уместо једног бода, док су деветопласирани и десетопласирани добијали два, односно један бод.
Сезона је почела трком у Бахреину, али је изгледало да су Ред Бул и Ферари два најбржа тима — Хамилтон, иако четврти у квалификацијама, остварио је 1,1 секунду спорије време од освајача пол позиције Себастијана Фетела у Ред Булу, секунд спорије време од другопласираног Масе у Ферариј и 6 десетинки спорије од свог старог ривала Алонса, који је од те сезоне постао возач Ферарија, док је Батон био тек осми. Трка није прошла много боље, јер су Ред Бул и Ферари далеко одмакли. Ипак, Хамилтон је успео да дође до трећег места и подијума, јер је водећи у трци Фетел двадесетак кругова пре краја значајно успорио услед техничког проблема и завршио на четвртом месту. Хамилтон, иако трећи, је трку завршио чак 23 секунде иза победника Алонса, док је Батон већи део трке провео "заглављен" иза повратника из пензије Михаела Шумахера, сада возача новог Мерцедес ГП тима, па је Батон трку завршио на седмом месту. На следећој трци у Аустралији, ситуација у квалификацијама није изгледала много боље — Хамилтон је подбацио и квалификовао се тек на 11. месту, док је Батон био четврти, са 0.6 секунди заостака у односу на Фетела и Вебера из Ред Була, и пола секунде спорији у односу на Алонсо. Међутим, трка је по Мекларен прошла извенредно. У Мелбурну је у недељу пала киша, која је стала до почетка трке, али је стаза била влажна, па су тимови били принуђени да стартују на тзв. интермидијет гумама, које се користе за благо влажну стазу. На старту трке дошло је до контакта између Батона и Алонса, који је довео до тога да се Шпанац окрене на стазе и нађе се на последњем месту после прве кривине. У седмом кругу трке, Батон процењује да је време за прелазак на гуме за суво и захтева од тима од тима да му промене гуме, што је и учињено. Батон, иако се по изласку из бокса нашао на последњем месту, почиње да "лети" стазом која се изузетно брзо сушила, на шта други возачи, за разлику од њега, нису правовремено реаговали, а када су сви прешли на гуме за суво, Батон се нашао на другом месту, иза Фетела у Ред Булу. У 25. кругу, Фетелу су отказале кочнице, што је довело Батона до првог места, које је и задржао до краја трке, доневши му прву победу за Мекларен већ у својој другој трци за тим. Хамилтон је завршио шести, иако је вероватно могао и до боље позиције, у чему га је спречио судар са Марком Вебером, када је Аустралијан промашио кочење свега 8 кругова пред крај, што узроковало контакт са Хамилтоном, који је у том тренутку био пети и покушавао да престигне Алонса за четврто место. У Малезији, Мекларенови стратези су у квалификацијама направили огромну грешку, као и Фераријеви, јер су своје возаче прекасно послали на стазу, у тренутку када се киша која је падала значајно појачала, па је Батон био тек 17, а Хамилтон 19. У трци је Хамилтон стигао до шестог, а Батон до осмог места. И на трци у Кини је пала киша, додуше врло малог интензитета, а Батон још једном доноси исправну одлуку и одлучује да остане на стази на гумама за суво, за разлику од осталих возача који (осим Розберга и Кубице)су отишли у бокс по интермидијет гуме. У 19. кругу, Батон претиче Розберга за прво место, на коме остаје до краја трке, иако је после заиста почела да пада јака киша, док се Хамилтон, изванредном вожњом пробио до другог места, што је Макларену донело прву 1—2 победу још од  ВН Италије 2007. Након четири трке, Батон је био први у конкуренцији возача, са 11 бодова више од Алонса и Хамилтона, док је Макларен био први у конкуренцији конструктора, са 19 бодова више од Ферарија и чак 36 бодова више од Ред Була, који, иако се на свакој трци чинио као као најбржи, са изузетком Малезије некако увек успевао да испусти победу. Ипак, тронедељна пауза и долазак у Европу донеле су велике невоље Мекларену. Технички проблеми и брзина Ред Була у Шпанији и Монаку скупо су коштали Мекларен — освојено је само 8 бодова, напсрам чак 83 бода колико су у ове две трке освојили возачи Ред Була (две победе Марка Вебера и друго и треће место Фетела)довеле су до тога са се сада Макларен налазио 27 бодова иза Ред Була. И на трци у Турској Ред Бул је током целе трке држао прво и друго место, све до 18 кругова пред крај, када су се у борби за за прво место Вебер и Фетел сударили, након чега је Фетел морао да одустане, а Вебер непланирано да оде у бокс. То су искористили Хамилтон и Батон, који су се налазили на 3. и 4. месту, не много удаљени од Ред Булових возача, и донели у Турској Мекларену још једну двоструку победу. Исти резултат поновљен је и у Канада, још једна двострука победа у истом поретку, Хамилтон — Батон, па је сада у конкуренцији возача Хамилтон био први, Батон други, а Макларен у конкуренцији конструктора први са 22 бода више од Ред Була. Следеће две трке припале су возачима Ред Була — у Валенсији је победио, Фетел, а у Британији Вебер, док је Хамилтон на обе трке био други, а Батон трећи и четврти. Макларен је заправо увећао предност у односу на Ред Бул на 29 бодова, јер упркос две победе за аустријски тим, Вебер није завршио трку у Валенсији, док је Фетел био тек седми у Британији. Ипак, од ВН Немачке ствари су кренуле да се одвијају лоше по Мекларен. Ферари, који је победио само на првој трци сезоне у Бахреину, доноси на стазу Хокенхајм драстично побољшан болид и побеђује на ВН Немачке са 1—2, док је Ред Бул на ВН Мађарске био пребрз за све, а Ферари поново бржи од Мекларена, па је након Мађарске Ред Бул поново преузео вођство у шампионату конструктора, а Марк Вебер је још једном победом успео да од Хамилтона преузме прво место у шампионату возача. Сјајном вожњом по киши у Белгији Хамилтон је победом на кратко време повратио прво место у конкуренцији возача, али се испоставило да је то била последња победа за Мекларен у сезони 2010 и да је трка у развоју болида са Ред Булом и Фераријем изгубљена. Остатак сезоне протекао је у борби између Ред Булових возача и Алонса — Алонсо је на следећих пет трка победио три пута, а Фетел два, док су најбољи резултати Макларенових возачи била два друга места, у Италији (Батон) и Кореји (Хамилтон). Пред последњу трку у сезони, ВН Абу Дабија, Хамилтон је имао 24 бода мање од водећег Алонса, тако да му је за титулу било неопходно право чудо, да Алонсо на последњој трци не освоји ниједан бод, Ред Булови возачи не буду боље пласирани од шестог места а да он победи, што се наравно није догодило. Ред Бул је још у Бразилу освојио титулу у конкуренцији конструктора. Ипак, на последњој трци у сезони Макларенови возачи су одиграли значајну улогу су по први пут од Белгије били бржи од Алонса и тиме на неки начин помогли Себастијану Фетелу да освоји титулу, јер је Алонсо завршио тек на седмом месту, а Фетел победио. Хамилтон је сезону завршио на четвртом, Батон на петом месту, а Макларен други у шампионату конструктора, испред Ферарија.

#### 2011.
Луис Хамилтон и Џенсон Батон су остали у тиму и у сезони 2011. Уместо Бриџстона, који је напустио спорт после 14 године, званични произвођач гума за Ф1 тимове постао је италијански Пирели. Један од задатака Пирелија био је и да мекшим компонентама гума, које се лакше троше, доприносе занимљивијем тркању. Макларенов Ф—дакт систем је забрањен од стране Фија, под образложењем да није безбедан, а такође је уведен и тзв. ДРС (eng. drag reduction system), механизам који функционише тако што се задње крило болида отвара на правцу, чиме долази до смањења аеродинамичког отпора и омогућава већу максималну брзину болиду, а самим тим и већу могућност за претицања на стази, јер ДРС сме да активира само онај болид који се налази не више од једне секунде иза болида испред, и то на једном или два правца који на свакој трци одреди Фија, што болиду који прати даје око 10 километара на час већу брзину од болида испред на правцу.
Зимска тестирања нису протекла добро по Мекларен, па се сматрало да су највећи фаворити у предстојећој сезони Ред Бул и Ферари. Ипак, трка у Аустралији показала је да је реалност другачија — Њуиев Ред Бул је био без конкуренције најбржи, док је Мекларен био други најбржи тим — Хамилтон је завршио други иза победника Фетела. Слика је остала неизмењена и у Малезији — Фетел је други пут доминантно стигао до победе, испред Батона, док је Хамилтонова трка компромитована услед судара са Алонсом средином трке, па је на циљ стигао тек осми. Ипак, захваљујући одличној стратегији са 3 одласка у бокс и бриљантном вожњом Хамилтона, који је у последњих 7 кругова претекао и Вебера и Фетела у Ред Булу, захваљујући новим и свежим гумама, као и ДРС-у, који је омогућио сјајно тркање у Кини. Батон је завршио на четвртом месту, а после три трке Мекларен се јасно позиционирао као други најбржи тим, и једини који би потенцијално могао да угрози Ред Бул. Ипак, на следеће три трке показало се колико је Ред Бул заправо брз, нарочито у квалификацијама, па је Фетел победио у Турској, Шпанији и Монте Карлу. Иако је до Монака Хамилтон изгледао као бржи возач Мекларен, од те трке за њега је започео низ променљивих вожњи, који су често доводили и до судара на стази и тако и њега и тим коштали великог броја бодова. У Канади је на самом старту трке дошло до судара између Батона и Хамилтона, због кога је Хамилтон морао да одустане, а Батон да непланирано оде у бокс, и врати се на стазу као последњепласирани. Ипак, у једној од најспектакуларнијих трка у историји Ф1, која је прекинута због огромне кише на скоро два сата, Батон, иако у једном тренутку последњи, још једном показује колико је добар возач у променљивим временским условима, и успева да победи, претекавши Фетела у последњем кругу, који је попустио под притиском и извртео се на стази, па је тако Батон донео Макларену другу победу у сезони. Након лоших трка за тим у Валенсији и Британији, где је Мекларен био спорији и од Ред Була и од Ферарија, забележене су две победе узастопно — Хамилтон на ВН Немачке и Батон на ВН Мађарске. Упркос чињеници да је до краја сезоне остало још чак осам трка, већ тада је било јасно да су оба шампионата била одлучена у корист Ред Була — Фетел је имао после Мађарске 88 бодова више од Хамилтона, и тачно 100 више од Батона, а Ред Бул 113 више од Мекларена. Након летње паузе, испоставило се да је Ред Бул напредовао још више и победио на 6 од преосталих 8 трка (пет пута Фетел, једном Вебер), док је Батон успео да победи у Јапану, а Хамилтон у Абу Дабију. Колико је Ред Бул био доминантан говори чињеница да су њихови возачи освојили 18 пол позиција на 19 трка, и победили на 12 до 19. Батон је на крају завршио сезону други у шампионату возача, испред Вебера у Ред Булу, али чак 122 бода иза шампиона Фетела, док је Хамилтон био тек пети, са 43 бода мање од Батона. Ово је уједно била прва сезона у Хамилтоновој каријери у којој је био поражен од тимског колеге. Мекларен је завршио други у шампионату конструктора. Куриозитет је да је тим заправо у 2011. победио више пута него у 2010, у којој су се борили за титулу, и освојио 43 бода више него у 2010, иако је сезона 2011 имала трку мање.

#### 2012.
У сезони 2012 Мекларен је трећу сезону заредом ушао са возачком поставом Хамилтон — Батон. Ипак, Хамилтону је на крају сезоне истицао петогодишњи уговор са Меклареном и имао је понуду за прелазак у Мерцедес, који је уложио велики новац и довео велики број инжењера из других тимова, спремајући се за радикалну промену правила везану за моторе која је ступала на снагу почевши од сезоне 2014. На почетку сезоне је изгледало је најбржи болид има Макларен, што се испоставило као тачно — Хамилтон и Батон су освојили прво и друго место у квалификацијама, а Батон је на самом старту претекао Хамилтона и успео да лако дође до победе, док Хамилтон није имао среће са изласком Сејфти Кара на стазу, због кога је морао да успори, што је искористио Фетел који још увек није отишао у бокс и тиме практично добио "бесплатну" замену гума, што му је омогућило да трку заврши на другом месту, испред Хамилтона. И у Малезији је Мекларен освоји прво и друго место у квалификацијама, а на старту се поновио идентичан сценарио из Аустралије — Батон са другог места боље стартује и претиче Хамилтона за прво место. Ипак, киша, прекид трке и велика грешка Батона који је ударио у најспоријег возача на стази, Картикејена из ХРТ-а, што је довело до ломљења Батоновог предњег крила, због кога је морао непланирано да оде у бокс, што му је уништило трку па је завршио тек на 14. месту, док је Хамилтон завршио као трећи, иза Алонса у Ферарију и Переса у Зауберу. На следећих пет трка, непредвидљивост Пирелијевих гума довело је до несвакидашње ситуације да у првих седам трка буде седам различитих победника из пет различитих тимова. Батон је био други у Кини, а Хамилтон трећи, док је трка у Бахреину за Макларен била прави хорор — Батон је због квара морао да одустане, док је Хамилтон завршио тек осми. Од трке у Шпанији почео је вероватно најгори низ резултата у каријери за Џенсона Батона, који се стално мучио са балансом свог болида МП4—27 — у наредних пет трка, Батон је освојио само седам бодова. Хамилтону је ишло боље, и упркос чињеници да је тек у Канади, на седмој трци сезоне, први пут победио у сезони, захваљујући правој пометњи које су изазвале Пирелијеве гуме, које ниједан тим до тада није успео да "прочита" и схвати како функционишу, Хамилтон се нашао на првом месту у конкуренцији возача, са 2 бода више од Алонса у Ферарију и 3 више од Фетела у Ред Булу, који су такође имали само по једну победу. Ситуација са гумама почела је постепено да се мења од осме трке у сезони, ВН Европе, па су се као три најбоља тима искристалисали Ред Бул, Мекларен и Ферари, а добре резултате у тркама остваривао је и Лотус—Рено, који је, чини се, био најблажи према гумама од свих тимова. ВН Европе у Валенсији није прошла добро по Мекларен — возач Вилијамса Пастор Малдонадо је само 3 круга пред крај трке ударио Хамилтона и избацио га из трке, што га је коштало трећег места, док се Батонов низ лоших вожњи наставио — упркос одустајању Фетела, Хамилтона, Грожана и Малдонада, Батон је успео да дође само до осмог места. ВН Британије је била још гора — Хамилтон је завршио осми, а Батон десети, па је овим резултатом Хамилтон, након само две трке, од водећег у шампионату, сада заостајао 37 бодова за новим лидером Алонсом. И ВН Немачке донела је лошу срећу Мекларену, односно Хамилтону, коме се пробушила гума већ у трећем кругу након што је налетео на крхотине болида Фелипеа Масе остале на стази, па је већ после 4 круга заостајао цео круг за лидером трке Алонсом, који је победио и увећао своју предност у односу на Хамилтона на чак 62 бода, чиме су већ на половини сезоне Мекларенови возачи изгубили шансу за титулу. Батон је напокон, први пут још од треће трке сезоне у Кини успео да оствари добар резултат, завршивши трку на другом месту, али је укупно имао 68 бодова. Ипак, ствари су од ВН Мађарске кренуле значајно боље по тим — Хамилтон је победио у Мађарској, Батон у Белгији, а онда опет Хамилтон у Италији. Ипак, тим је могао да освоји још више бодова — у Белгији је возач Лотуса Ромен Грожан упропастио Хамилтонову трку, закуцавши се у њега на самом старту, што је изазвало ланчани судар, након чега је Грожан суспендован на једну трку. С друге стране, Батон није имао среће у Италији — трка је изгледала као лаганих 1—2 за Мекларен, али је Батон одустао у 32. кругу након што му је отказала пумпа за проток горива, што је тим коштало 18 бодова. Макларен се чинио најбржим и у Сингапуру, Хамилтон је освојио пол позицију и без проблема водио у трци до 22. круга, када је морао да одустане због квара на мењачу, чиме је изгубљена још једна победа. Само пет дана касније, Хамилтон је објавио да ће на крају сезоне после 6 година напустити Мекларен и од 2013. возити за Мерцедес.. Лоше трке за оба возача у Јапану, Кореји и Индији, као и још једна испуштена победа, у Абу Дабију, када је Хамилтон још једном одустао због квара док је водио, утицали су на то да Мекларен падне на треће место у конкуренцији конструктора, док је возачка титула за оба возача одавно изгубљена. Сезона је завршена на високом нивоу, са победама на две последње трке у сезони — Хамилтон је победио у САД, а Батон у Бразилу по киши, премда је у Бразилу још једном испуштена двострука победа — Хилкенберг је ударио у Хамилтона док је Хамилтон водио у 54. кругу. Упркос томе што је Мекларен победио 7 пута, колико и шампион у обе конкуренције Ред Булу, да су освојили 8 пол позиција, колико и Ред Бул, Мекларен је због низа кварова, грешака у боксу, погрешних страгетија и судара сезону окончао тек на трећем месту, 22 бода иза Ферарија, који је победио на само три трке, односно 82 иза Ред Була.

#### 2013.
Одмах на почетку године, Мекларен је доживео велики ударац, јер је дугогодишњи технички директор Педи Лоу одлучио да напусти тим и од 3. јуна исте године почне да ради за Мерцедес.. Уместо Хамилтона, тим је као замену довео младог Серхија Переса из Заубера, који је претходне сезоне импресионирао са три подијума. Џенсон Батон остао је у тиму четврту сезону заредом. Мекларен је, сматрајући да је болид из 2012. представљао крај еволуције једне генерације шасија, одлучио да направи радикалну промену у дизајну шасије. Ово се, међутим, испоставило као потпуно погрешан потез. Нови МП4—28 донео је најгоре резултате тиму још од 1980. године. Није остварена ниједна победа, ниједна пол позиција, а најшокантније је било што тим ниједном није успео да дође чак ни подијума — што се овом тиму није десило пуне 33 године. Најбољи резултат остварен је на последњој трци сезоне у Бразилу, када је Батон успео да заврши на 4. месту. Тим је освојио само 122 бода, скоро 200 мање од четвртопласираног Лотус—Реноа, и невероватних 474 бода мање од шампиона Ред Була, у односу на који је Мекларен само годину дана раније завршио са 82 бода заостатка. Све до 11. трке у сезони, ВН Белгије, тим се на табели налазио иза Форс Индије, која је располагала троструко мањим буџетом од Мекларена.
Овако лоша сезона навела је Мекларен Групу на челу са Роном Денисом на велике резове у менаџменту Ф1 тима. Тим је после само једне сезоне одлучио да заврши сарадњу са Серхиом Пересом и да за 2014. као возача ангажује младог Данца Кевина Магнусена, из Мекларенове академије младих возача. Денис је одлучио и да са места шефа тима након пет сезона смени Мартина Витмарша, кога је заменио Ерик Булије, до тада шеф Лотуса, који је у претходне две сезоне био најпријатније изненађење у спорту, и упркос значајно мањем буџету од водећих Ф1 тимова, победи два пута и освоји још чак 22 подијума у сезонама 2012. и 2013. Истовремено, сам Денис је поред функције председника управног одбора Макларен групе преузео и функцију извршног директора Мекларен групе и најавио повратак активне улоге у Ф1 тиму.
2013. се показало као изузетно битном за Макларен у још два аспекта. Дугогодишњи главни спонзор тима, Водафон, одлучио је да се на крају године потпуно повуче из спорта. Други, и још важнији догађај по тим десио се у мају 2013, када је објављено да ће од 2015. нови снабдевач моторима Мекларена постати некадашњи славни партнер Хонда. У склопу револуционарних промена правила за моторе која су ступала на снагу 2014, Рон Денис је касније изјавио да је његово мишљење да ће само такозвани фабрички тимови (они који сами производе своје моторе, односно Мерцедес и Ферари, односно они који имају сарадњу са произвођачем који им даје преференцијални у односу на остале кориснике мотора тог произвођача, као што је то случај са Ред Булом и њиховим партнером Реноом) у будућности имати шансу да се боре за титулу, и да је зато Мекларену неопходна сарадња са произвођачем код кога ће имати статус фабричког тима, јер ће произвођачи увек фаворизовати своје фабричке тимове у односу на тимове који од њих купују моторе.

## 2014—2017, транзициона сезона и нова ера са Хондом

#### 2014.
Ова сезона је представљала прелазну сезону за Мекларен, као последња у којој ће се користити Мерцедесови мотори (односно од ове сезоне, од 2014, погонске јединице, чији је сада мотор само једна од компонената). Потпуна доминација Мерцедесових погонских јединица, које су биле класа за себе у односу на Фераријеве и Реноове, наговестила је од прве трке у сезони у Аустралији да би 2014. могла да буде много боља по Мекларен од 2013. Кевин Магнусен је успео да понови велики успех Луиса Хамилтона из 2007. и своју дебитантску трку заврши на трећем месту, док је Џенсон Батон био четврти. Након трке, дисквалификован је возач Ред Була Данијел Рикиардо, који је завршио на другом месту, што је Магнусена попело на друго место, а Батона на треће, па је после прве трке Мекларен водио у шампионату конструктора са 33 освојена бода. Међутим, испоставило се да је то била и најбоља трка за Мекларен у сезони — до краја сезоне није освојен ниједан подијум, а тим се борио са Форс Индијом за пето место у шампионату. Одређен помак направљен је при крају сезоне, када је Мекларен постао четврти најбржи тим и бележио боље резултате од Ферарија, али је предност коју је италијански тим направио до тада била превелика да би могла да се надокнади, па је Мекларен завршио сезону са 181 бодом, 35 мање од Ферарија и 26 више од шестопласиране Форс Индије. Испоставило се да је Магнусеново друго место у Аустралији било далеко најбољи резултат за Данца у сезони, јер је током читавог првенства био потпуно засењен од стране Џенсона Батона, остваривши једно пето и једно седмо место као најбоље резултате, док је Батон успео да тиму донесе на 14 узастопних трка, од којих су најбољи резултати била четири четврта и два пета места. На крају је Батон сезону завршио са 126 бодова и заузме осмо место у шампионату возача, док је Магнусен био 11, са само 55 бодова. При крају сезоне почело је да све гласније да се прича о могућем повратку Фернанда Алонса у тим, јер је Шпанац био незадовољан у Ферарију и после пет година проведених у италијанском тиму у новембру 2014. саопштио да је уговор са Фераријем раскинут две године пре његовог истека. 11. децембра 2014. конференцији за медије у седишту тима у Вокингу, саопштено је да се Алонсо од 2015. враћа у тим, а на истој конференцији је пред камерама дошло до јавног "помирења" између њега и Рона Дениса. Алонсо је потписао трогодишњи уговор, док је Батон задржао место у тиму, продуживши уговор на још две године. Кевин Магнусен је остао у тиму, али само као резервни возач.

#### 2015—2017, Макларен—Хонда
У сезони 2015. је после 23 године дошло до нове сарадње Мекларена и Хонде, која је у периоду од 1988. до 1992. донела титулу по четири титуле у конкуренцији возача и конкуренцији конструктора. У тим је као технички директор задужен за аеродинамику као велико инжењерско појачање стигао Питер Продромоу из Ред Була, који је читаву деценију био десна рука Ејдријана Њуија у Ред Булу, и са којим је освојио 4 узастопне возачке и конструкторске титуле. Међутим, зимска тестирања су показала да Хонда није спремно ушла у овај пројекат. Мекларенов МП4—30 је имао невероватних проблема са поузданошћу Хондине погонске јединице и одвезао убедљиво најмање кругова на сваком од 3 зимска тестирања. Такође, Фернандо Алонсо је имао озбиљан удес на зимским тестирањима, који је га принудио да проведе три дана у болници, а лекари су му услед потреса мозга забранили наступ на првој трци сезоне у Аустралији. ВН Аустралије је показала да су страховања о озбиљности проблема у којој се Макларен—Хонда налази били оправдани. Мекларен је у трци био далеко најспорији тим, а Алонсова замена за ВН Аустралије, није успео чак ни да стартује услед квара на мотору. Батон је завршио на последњем месту од свих болида који су успели да заврше трку. Алонсо се вратио у Малезији, али су оба Макларена морали да одустану услед кварова на Хондиној погонској јединици. Трка у Кини показала је мали напредак, јер су оба возача успела да барем заврше трку, али далеко од бодова. На ВН Бахреина један Мекларен је по први пут успео да прође у други део квалификација (Алонсо), који је потом у трци успео да дође до 11. места од укупно 17 болида колико је завршило трку, па је тако изгледало да су направљени одређени помаци који се тичу брзине, али не и поузданости, јер Батон није ни успео да стартује услед квара на Хондином агрегату. Након трке у Шпанији, на којој је Алонсо одустао, а Батон завршио тек 16, постало је јасно да је пред Мекларен и Хондом дуга сезона и да своју шансу услед огромног недостатка у снази погонске јединице у односу на Мерцедес, Ферари и Рено тим шансу за бодове може да тражи евентуално на стазама на којима мотор не игра толико битну улогу, попут Монака, Мађарске и Сингапура. Ово се у Монаку испоставило тачним, јер је Батон успео да дође до осмог места и донесе прве бодове тиму у сезони. Алонсо је одустао на четири узастопне трке због кварова, а свој први бод је освојио у Силверстону, на ВН Британији. Хаотична ВН Мађарске, на којој снага мотора не игра пресудну улогу, донео је Мекларену најбољу трку у сезони — Алонсо је завршио пети, а Батон девети, што је тиму донело 12 бодова, па је пред одлазак на летњу паузу изгледало да су бољи дани пред пројектом Мекларен—Хонда. Ипак, након летње паузе, показало се да је добар резултат у Мађарској био само до конфигурације стазе — у Белгији су Алонсо и Батон завршили трку са целим кругом заостатка у односу на победника Хамилтона, далеко од бодова. У Монци, на ВН Италије, десило се очекивано, с обзиром на то да је Монца стаза на којој је мотор кључан фактор — Алонсо и Батон нису успели да прођу ни први део квалификацијама, Алонсо је у трци још једном одустао, а Батон завршио на 14. месту. У Сингапуру се очекивао нешто конкурентнији Макларен, услед конфигурације стазе, али је Алонсо одустао услед квара на мењачу док је био на осмој позицији, док Батон такође, услед идентичног квара, није успео да заврши трку. На Хондиној домаћој трци у Јапану на стази Сузука, фрустрирани Алонсо, кога су остали возачи лако претицали на правцу, викао је на тим—радију "ГП2 мотор!", што је имплицирало да је Хондин мотор толико слаб да је за тркачку серију испод Формуле 1, тадашњу ГП2, а данашњу Формула 2 серију. Батон је на ВН Русије успео да дође до 9. места и два бода, док је су на кишној ВН САД оба возача имала значајно бољу трку него иначе, потпомогнути свакако чињеницом да је 9 возача већ одустало, и изгледало је да ће Алонсо освојити пето, а Батон шесто место, што би била далеко најбоља трка у сезони за Мекларен. Међутим, само 6 кругова пре краја, Алонса поново издаје Хондин мотор, а Батона нешто касније претиче Серхио Перес, тако да је уместо потенцијалних 20, Макларен трку завршио са 8 бодова. На преосталим тркама, најбољи резултат је био 12. место Батона у Абу Дабију, што је значило да је тим сезону окончао са само 27 бодова (што би према старом систему бодовања било само 3 бода), на 9. месту, и вероватно најгору сезону са тим још од 1967. Батон је завршио са 16, а Алонсо са 11 бодова, што је истовремено значило да је Шпанац први пут у каријери завршио сезону са мање бодова од тимског колеге.
2016. се, природно, очекивао помак, с обзиром на огромне финансијске, технолошке и кадровске ресурсе којима је Мекларен—Хонда располагала, као и чињеницу да за тим возе два светска шампиона, Батон и Алонсо. Зимска тестирања, иако далеко од идеалних, прошла су значајно боље од прошлосезонских, првенствено у погледу поузданости. На првој трци сезоне у Аустралији, Алонсо и Батон су се квалификовали на 12. и 13. месту. Ипак, трку је обележио велики удес који је Алонсо имао са Естебаном Гутјересом из Хаса, који је изазвао прекид трке. Иако је на први поглед изгледало да је Алонсо из удеса изашао неповређен, испоставило се да није тако, а потом су му лекари услед поломљеног ребра забранили учешће на другој трци сезоне у Бахреину. Батон је трку у Аустралији завршио на 14. месту. С обзиром на то да је на крају 2015. Кевин Магнусен напустио тим и постао возач Реноа, Алонса је у Бахреину заменио нови резервни возач Штофел Вандорн. Трка је прошла донекле повољно по тим, јер је Батон, на стази на којој је мотор изузетно важан у тренутку одустајања (услед новог квара на Хондиној погонској јединици) био осми, док је дебитант Вандорн трку завршио на десетом месту и тиме донео тиму први вод у сезони. Алонсо се вратио на следећој трци у Кини, али тим није успео да освоји ниједан бод, иако су оба возача завршила трку. Хаотичан старт 4. трци у сезони, ВН Русије, омогућио је Алонсу да трку заврши на 6. месту, док је Батон био десети, тако да је Мекларен после четири трке имао 10 освојених бодова, што је представљао значајан помак у односу на исти период у претходној сезони. Батон је у Шпанији освојио девето место, а потом је у Монаку, на кишној трци, Алонсо дошао до петог, а Батон још једног деветог места. Следеће две трке, на којима је мотор пресудан фактор, биле су за изузетно лоше по Мекларен, није освојен ниједан бод, као ни на ВН Британије. Ипак, кишне квалификације у Аустрији омогућиле су Батону да у једном тренутку трке буде чак и на другом месту — на крају је завршио као шести, док је Алонсо одустао у првом кругу након још једног квара Хондине ПЈ. Након десет трка, Мекларен је већ на половини сезоне имао више бодова него у целој 2015. Правила у Ф1 су у то време налагала су четири погонске јединице, које састоје из пет компонената, максималан број дозвољених током једне сезоне, а након тога замена сваке од пет компонената доводи до казне од померања пет места уназад у односу на освојену стартну позицију, Хонда је одлучила да на практично свакој другој трци ради тестирања и побољшавања брзине и поузданости доноси унапређене компоненте, прихватајући цену да ће услед промена свих 5 компонената Мекларенови возачи практично сваку другу трку стартовати са последња два места. На трци у Мађарској, уз чињеницу да је ова стаза једна од три најмање захтевне за погонске јединице у шампионату, таква стратегија почела да се исплаћује — Алонсо је са свежом погонском јединицом у Мађарској, дошао до најбољег резултата у квалификацијама у последње две сезоне за њега — седмог места, док је Батон био одмах иза, на осмом месту. Алонсо је завршио трку на седмом месту, док је Батон одустао услед још једног квара. На следећој трци у Белгији Алонсо је био принуђен да због промене комплетне ПУ стартује са последњег места, али су и он, и Хондин мотор импресионирали у трци на којој ПЈ игра изузетно битну улогу, ВН Белгије, задржавши иза себе без већих проблема возаче Вилијамса, Масу и Ботаса, који су на располагању имали најбоље моторе у Ф1, завршивши трку на седмом месту. Батон није успео да освоји ниједан бод у Белгији, а обојица возача су остала без бодова и у Монци. Ипак, Алонсо осваја у Сингапуру још једно седмо место, док Батон одустаје због квара на кочницама. Нова замена комплетне ПЈ за Алонса у Малезији значио је још један старт за зачеља за Шпанца, који међутим још једном сјајном вожњом успева да трку заврши на седмом месту, упркос старту са зачеља. Батоново девето место донело је тако Макларену укупно 8 бодова у Малезији. Након лоше трке у Јапану, где су обојица возача остали без бодова, уследила је одлична трка по тим у Остину, где је Алонсо завршио на петом, а Батон на деветом месту, што је тиму донело нових 12 бодова. На преостале три трке Алонсо је освојио још два бода, а Батон ниједан, али упркос томе тим Макларен—Хонда изгледао много боље у 2016. у односу на 2015. — освојено је 76 бодова, наспрам 27 у 2015, тим се попео на шесто место у конкуренцији конструктора, а Алонсо успео да се заврши као десети у шампионату са укупно 53 бода. Џенсон Батон је сезону завршио са 21 бодом и објавио да у 2017. неће возити у Формули 1, али није отписао могућност да се врати 2018. Батон је преузео улогу амбасадора Макларен Ф1 тима, са опцијом да у случају позива поново вози за тим у току 2017. У тркачког возача промовисан је Штофел Вандорн, док је Фернандо Алонсо ушао трећу, и последњу сезону уговора.
На крају сезоне појавиле су се приче да ће Рон Денис напустити не само Ф1 тим, већ и комплетну Мекларен групу, услед несугласица са осталим сувласницима компаније, чак и својим вишедеценијским сарадником и пријатељем Мансуром Ожеом. У новембру 2016, Денис, који је располагао са 25% удела у власништву, разрешен је са свих руководећих функција у Мекларену, и остао у компанији искључиво као деоничар, али се очекивало и да ће у догледно време продати свој удео у власништву и тако у потпуности напустити компанију после 36 година. Као главни човек за Ф1 тим уместо Дениса доведен је амерички бизнисмен и некадашњи тркач Зек Браун, чије је првенствено задужење било да пронађе нове спонзоре, јер се Макларен у претходне три година суочио са одласком великог броја дугогодишњих спонзора, па је тим све више почео да финансијски зависи од Хонде и сопствених улагања власника, јер су поред одлазака спонзора и немогућности налажења нових тим суочио и са десетинама милиона долара мањка који се добија од Формула 1 менаџмента као награда за пласман у шампионату, а како је Макларен две сезоне завршио на деветом и шестом месту, губици су били изузетно велики. 2017. се тиме обликовала да буде једна од најважнијих у новијој историји тима. Хонда је одлучила је да промени дизајн своје погонске јединице, сматрајући да постојећи, упркос напретку оствареном у 2016, неће моћи да на дуже стазе угрози доминацију Мерцедеса.
У 2017. Макларен—Хонда је ушла са великим очекивањима. Дизајн Хондине погонске јединице урађен је по узору на Мерцедесов, док је Мекларен имао велика очекивања и од своје шасије. Међутим, сезона се показала као прави хорор за Мекларен—Хонду. Поновила се идентична ситуација из 2015, тим се суочио са катастрофалном поузданошћу Хондине погонске јединице, која као 2015, на неким тркама није била у стању ни да започне трку. Управа тима, упркос десетогодишњем уговору са јапанским произвођачем, већ од самом старта сезона почела је да размишља о разлазу са Хондом, упркос огромним финансијским финансијским улагањима Јапанаца у тим. Ерик Булије је у јануару 2018. изјавио да је постојала бојазан у тиму да Алонсо неће ни желети да вози за зим у 2017. након катастрофалних зимских тестирања, али и да ће сви водећи инжењери Макларена задужени за шасију напустити тим, што би довело до потпуног колапса у Мекларену.. Мекларен је у првих 10 трка освојио само 2 бода, био убедљиво последњи у конкуренцији конструктора, са лошијим резултатима и лошијом поузданошћу чак и у односу на до тада незапамћено лошу 2015. Још једном је Мађарска представљала добру трку за Мекларен — Алонсо је освојио шесто место и поставио најбржи круг у трци, па је Мекларен успео да престигне Заубер у шампионату конструктора. Два седма места Вандорна и једно осмо место Алонса били су најбољи резултати тима до краја сезоне, која је окончана са само 30 бодова (17 Алонсо, 13 Вандорн), па се тим на крају поново нашао на 9. месту у шампионату конструктора, као 2015. У септембру 2017. објављено је да ће на крају сезоне доћи до раскида сарадње Мекларена и Хонде, а да ће од 2018. нови снабдевач Мекларена погонским јединицама бити Рено, док ће Хонда остати у спорту као снабдевач погонским јединицама Торо Роса. Фернандо Алонсо, међутим, и даље није желео да потпише нови уговор са тимом, а размишљао је и о потпуном повлачењу из спорта. Ипак, крајем октобра пред ВН САД, Мекларен и Алонсо су објавили да ће Шпанац остати у спорту и у 2018, охрабрен преласком тима на Реноове моторе и потенцијалом Мекларенове шасије, за коју су и он и тим сматрали да је једна од најбољих на гриду, али да не може да искаже свој потенцијал услед Хондине погонске јединице.. Уговор је продужен и са Вандорном. У јуну исте године, Рон Денис је продао свој целокупан власнички удео у компанији, што је означило његов потпуни одлазак из компаније, формула 1 тима и спорта након скоро четири деценије.

## 2018—, Мекларен—Рено
У сезону 2018. Макларен је ушао са великим очекивањима. Реноова погонска јединица, иако нешто слабија од Мерцедесове и Фераријеве, је у претходној сезони успела да у комбинацији са Ред Булом забележи три победе и освоји укупно 13 подијума, а с обзиром на то да је Макларен сматрао да има једну од најбољих шасија у Ф1, очекивао се значајан напредак у односу на претходне три сезоне са Хондом. Међутим, зимска тестирања су још једном прошла лоше по Мекларен — грешке механичара, кварови, па чак и снег који је пао током једног дана тестирања у Барселони поново су довели до ситуације у којој је након зимских тестирања Макларен био тим са најмањим бројем пређених километара. На првој трци у Аустралији, Мекларен се у квалификацијама пласирао на тек 11. и 12. место, иза не само Мерецедеса, Ферарија и Ред Була, што је било и очекивано, али и иза Хаса и Реноа. Међутим, трка је по тим прошла значајно боље — након грешака Хасових механичара током пит стопова оба њихова возача, Макса Верстапена из Ред Була, Алонсо је услед одличне ситуације по Макларен и врло мале деградације гума на Меклареновом болиду МЦЛ 33 успео да искористи то што је најдуже остао на стази најдуже од својих конкурената и услед упошљавања система "виртуелно возило безбедности" како би се безбедно склонио Хасов болид са стазе, Мекларен је позвао Алонса у бокс у правом тренутку, па се Шпанац вратио на стазу на петом месту, испред Верстапена, Хилкенберга, Вандордна и Ботаса. Алонсо је успео да на петом месту и заврши трку, док Вандорн није успео да се одбрани од напада Ботаса, па је са осме позиције пао на девету, где је и завршио трку. Ипак, Мекларен је овим резултатима већ успео да изједначи најбољи резултат из три године сарадње са Хондом — Алонсово пето место, док се тим са 12 бодова нашао на четвртом месту. Ипак, следеће три трке, пре свега због проблема са загревањем гума у квалификацијама, нису прошле онако како је тим очекивао — Алонсо је три пута узастопно био 13. у квалификацијама, али је на све три трке ипак успевао да дође до седмог места, док је Штофел Вандорн успео да заврши осми у Бахреину и девети у Азербејџану. Пред долазак Формуле 1 у Европу, након четири трке, Алонсо је био шести у шампионату возача са 28 бодова, а Мекларен четври међу конструкторима, са једним бодом више од Реноа. Међутим, руководство Мекларена није било задовољно постигнутим, па је крајем априла отпуштен дугогодишњи главни инжењер тима задужен за шасију, Тим Гос. За ВН Шпаније Мекларен је представио потпуно нови нос болида, а Алонсо је први пут у сезони успео да доведе Мекларен до трећег дела квалификација и квалификује се на осмо место. Међутим, његова трка је већ на самом старту компромитована, због контакта са Карлосом Саинсом из Реноа, као и судара који је изазвао Ромен Грожан из Хаса, због кога је Алонсо у једном тренутку на кратко завршио ван стазе, па се Алонсо после тих догађаја нашао на тек 11. месту, на стази на којој је претицање изузетно тешко. Ипак, Алонсо је успео да претекне Естебана Окона и Шарла Леклера, а Кими Раиконен из Ферарија је одустао, па је Алонсо успео да заврши трку на осмом месту, што је значило да је после пет трка он једини возач уз Луиса Хамилтона и Себастијана Фетела које је свих пет завршио у бодовима. Међутим, Штофел Вандорн ни у једном тренутку током викенда није успео да конкурише за бодове, а на крају је и одустао због квара на мењачу, па је седмо место Карлоса Саинса значило да је Макларен први пут у сезони пао испод четвртог места у конкуренцији конструктора — Рено је сада био четврти, са 41 бодом, док је Мекларен тренутно пети, са бодом мање (Алонсо 32, Вандорн 8).